# Aroramyces gelatinosporus
Aroramyces gelatinosporus är en svampart som först beskrevs av J.W. Cribb, och fick sitt nu gällande namn av Castellano 2000. Aroramyces gelatinosporus ingår i släktet Aroramyces och familjen Hysterangiaceae.   Inga underarter finns listade i Catalogue of Life.